# Lajos Grendel
Lajos Grendel (ur. 6 kwietnia 1948 w Levicach, zm. 18 grudnia 2018) – slowacko-węgierski pisarz i literaturoznawca.

## Życiorys
Ukończył studia z zakresu hungarystyki i anglistyki na Wydziale Filozoficznym Uniwersytetu Komeńskiego (FFUK) w Bratysławie.
Pracował jako redaktor w wydawnictwie Madách w Bratysławie. W latach 1990–1992 był redaktorem naczelnym miesięcznika literackiego „Irodalmi Szemle”. Do września 1997 był redaktorem naczelnym czasopisma „Kalligram”.
Wykładał historię literatury węgierskiej w Katedrze Języka i Literatury Węgierskiej FFUK.

## Nagrody
- W 1998 roku otrzymał Krištáľové krídlo[3]